# Schuld sind nur die Frauen
Schuld sind nur die Frauen ist eine deutsch-österreichische Fernsehkomödie mit Harald Juhnke aus dem Jahr 1981. Regie führten Rolf von Sydow und Eugen York.

## Handlung
Kommissar Lafitte aus Paris reist nach Rio de Janeiro, um Philipe Bernard der französischen Justiz zu überstellen. Philipe wird in Frankreich wegen Bigamie in drei Fällen gesucht und es verwundert ihn, dass man ihn erst jetzt aufgespürt hat. So erzählt er dem Kommissar, wie es dazu gekommen war mit vier Frauen die Ehe einzugehen:
Vor Jahren war Philipe frisch mit Désirée verheiratet und in Südfrankreich als Parfümvertreter unterwegs. Anstatt sich aber intensiv um den Verkauf seiner Artikel zu kümmern zog er es vor, immer recht pünktlich bei seiner jungen Frau zu sein. Sein Chef rügte ihn wegen seiner Erfolglosigkeit und hielt ihn an, sich etwas mehr Mühe zu geben. Da selbst seine Frau davon überzeugt war, dass er mit etwas mehr Charme seine weibliche Kundschaft überzeugen sollte, zögerte Philipe nicht lange. Er nahm seine letzten Ersparnisse, kaufte sich einen neuen Anzug und ging auf „Eroberungstour“. Philipe überzeugte daraufhin seine Kundinnen mit viel Schmeicheleien von den Qualitäten seiner Duftstoffe und Cremes. Sein Auftragsbuch begann sich zu füllen, doch dieser neue Erfolg genügte nicht, den anspruchsvollen Wünschen seiner Désirée gerecht zu werden. Er wollte sich mit den Kleinaufträgen nicht zufriedengeben und strebte nach den Großabnehmern. Um das zu erreichen, griff Philipe auch tief in die Trickkiste. So entführte er den Hund der wohlhabenden Isabelle Roquefort in der Absicht, aus Dankbarkeit einen Vertragsabschluss zu tätigen, wenn er ihr den Hund zurückbrächte. Der Plan gelang, denn Isabelles Dankbarkeit kannte keine Grenzen und sie machte auch vor einer gemeinsamen Liebesnacht nicht halt.
Als nächstes „Opfer“ wählte Philipe Brigitte Durant, die Besitzerin einer Supermarktkette. Ihr half er bei einer Autopanne, die er zuvor selbst inszeniert hatte. Auch sie erlag dem Charme ihres „Retters“, der sich erst einmal von ihr verwöhnen ließ, um den richtigen Zeitpunkt eines Verkaufsgespräches abzupassen. Als er endlich Erfolg hatte nahm er sich als nächstes Ziel Jeanette Richard, die Schwester von zwei Parfümgroßhändlern vor. Um deren Vertrauen zu gewinnen, musste er sich auf einen waghalsigen Fallschirmsprung mit ihnen einlassen. Damit eroberte er zugleich das Herz von Jeanette und sie lud ihn sehr direkt zu einem Schäferstündchen ein. In der Folge erklärte sie „Philipes“ Firma als neuen Hauptlieferanten.
Bei dieser intensiven Kundenbetreuung mit vollem „Körpereinsatz“ blieben die Konsequenzen am Ende nicht aus. Jede der Frauen dachte, Philipe nur für sich zu haben und eine nach der anderen schmiedete Heiratspläne. Um diese Großkunden nicht zu verlieren und den materiellen Wünschen seiner Désirée gerecht zu werden, fügte er sich in sein Schicksal. Da er als Vertreter ständig unterwegs war, fiel das Doppelleben nicht auf. Doch ging seine eheliche Pflichterfüllung stark über seine körperlichen Grenzen. In der Folge wurde er krank und hatte einen Alptraum, der ihn veranlasste, dem ganzen ein Ende zu setzen. Dabei machten es ihm seine Frauen recht leicht, denn wie Philipe feststellen musste, wurde auch er von ihnen betrogen. Sie nutzen die Tage von Philipes Abwesenheit, um sich ihrerseits von anderen Männern verwöhnen zu lassen. So entschloss sich Philipe mit der gerade kennengelernten Juanita nach Südamerika zu fliehen, wo ihm nun Kommissar Lafitte auf die Spur gekommen war. Doch nach dieser Geschichte voller Aufopferung für die Frauen, die offensichtlich an der ganzen Geschichte schuld waren, bringt es Lafitte nicht fertig, Philipe mit nach Europa nehmen. Zudem hatte dieser mittlerweile auch hier in Südamerika geheiratet und einen kleinen Sohn, der ihn braucht.

## Hintergrund
Der Film wurde vom ZDF produziert und wurde am 29. April 1982 zum ersten Mal ausgestrahlt.